# Rogalice

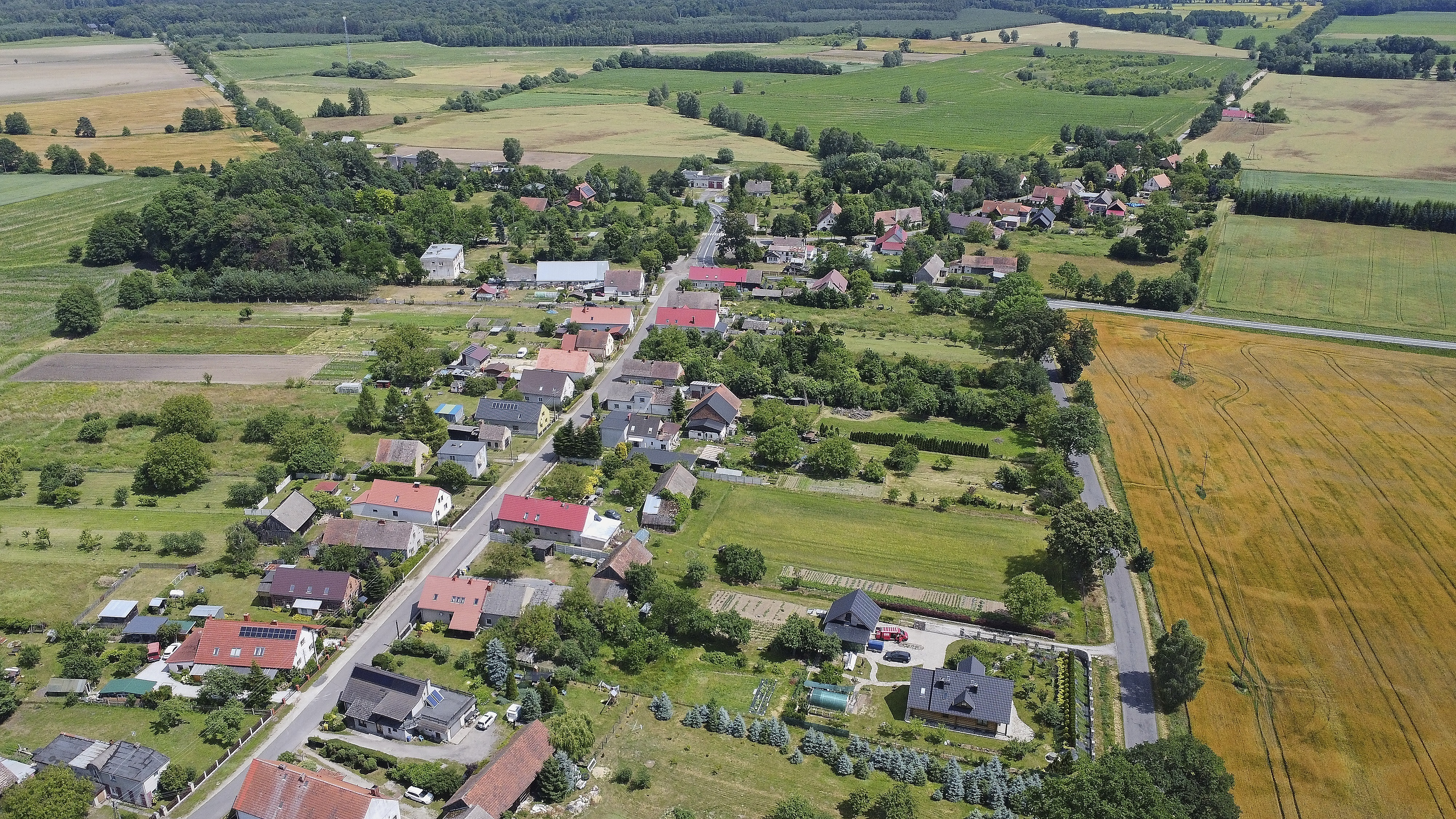
Luftbild von Rogalice

Rogalice (deutsch Rogelwitz) ist ein Dorf in Niederschlesien. Der Ort liegt in der Gmina Lubsza im Powiat Brzeski in der polnischen Woiwodschaft Opole.

## Geographie

### Geographische Lage
Das Angerdorf Rogalice liegt rund acht Kilometer nordöstlich vom Gemeindesitz Lubsza (Leubusch), ca. 17 Kilometer nordöstlich der Kreisstadt Brzeg (Brieg) und rund 47 Kilometer nordwestlich der Woiwodschaftshauptstadt Oppeln. Der Ort liegt in der Nizina Śląska (Schlesische Tiefebene) innerhalb der Równina Oleśnicka (Oelser Ebene). Rogalice liegt im Landschaftsschutzpark Stobrawski innerhalb von weitläufigen Waldgebieten.
Rogalice besitzt einen Bahnhof an der Bahnstrecke Opole–Jelcz-Laskowice. Durch den Ort verläuft die Landesstraße Droga krajowa 39.

### Ortsteile
Ortsteile von Rogalice sind Książkowice (Buchengrund) und Smolarnik (Pechhütte).

### Nachbarorte
Nachbarorte von Rogalice sind im Westen Borucice (Baruthe), im Nordosten Raciszów (Neu Sorge) und im Südosten Mąkoszyce (Mangschütz).

## Geschichte
In dem Werk Liber fundationis episcopatus Vratislaviensis aus den Jahren 1295–1305 wird der Ort erstmals als Rogaliti erwähnt.
Nach dem Ersten Schlesischen Krieg 1742 fiel Rogelwitz zusammen mit dem größten Teil Schlesiens an Preußen.
Nach der Neugliederung Preußens gehörte die Landgemeinde Rogelwitz ab 1815 zur Provinz Schlesien und war ab 1816 dem Landkreis Brieg eingegliedert, mit dem es bis 1945 verbunden blieb. 1874 wurde der Amtsbezirk Rogelwitz gegründet, welcher die Landgemeinden Baruthe, Neu Sorge und Rogelwitz und die Gutsbezirke Neu Sorge, Rogelwitz und Forst Rogelwitz umfasste. Erster Amtsvorsteher war der Kgl. Oberförster Kirchner in Rogelwitz. 1885 zählte der Ort 379 Einwohner.
1933 zählte Rogelwitz 360, 1939 wiederum 332 Einwohner. Bis 1945 befand sich der Ort im Landkreis Brieg.
Als Folge des Zweiten Weltkriegs fiel Rogelwitz wie fast ganz Schlesien 1945 unter polnische Verwaltung, wurde in Rogalice umbenannt und der Woiwodschaft Schlesien angegliedert. Die deutsche Bevölkerung wurde, soweit sie nicht vorher geflohen war, weitgehend vertrieben. Die neu angesiedelten Bewohner waren zum Teil Heimatvertriebene aus Ostpolen. 1950 kam der Ort zur Woiwodschaft Opole. 1999 kam der Ort zum Powiat Brzeski.

## Sehenswürdigkeiten

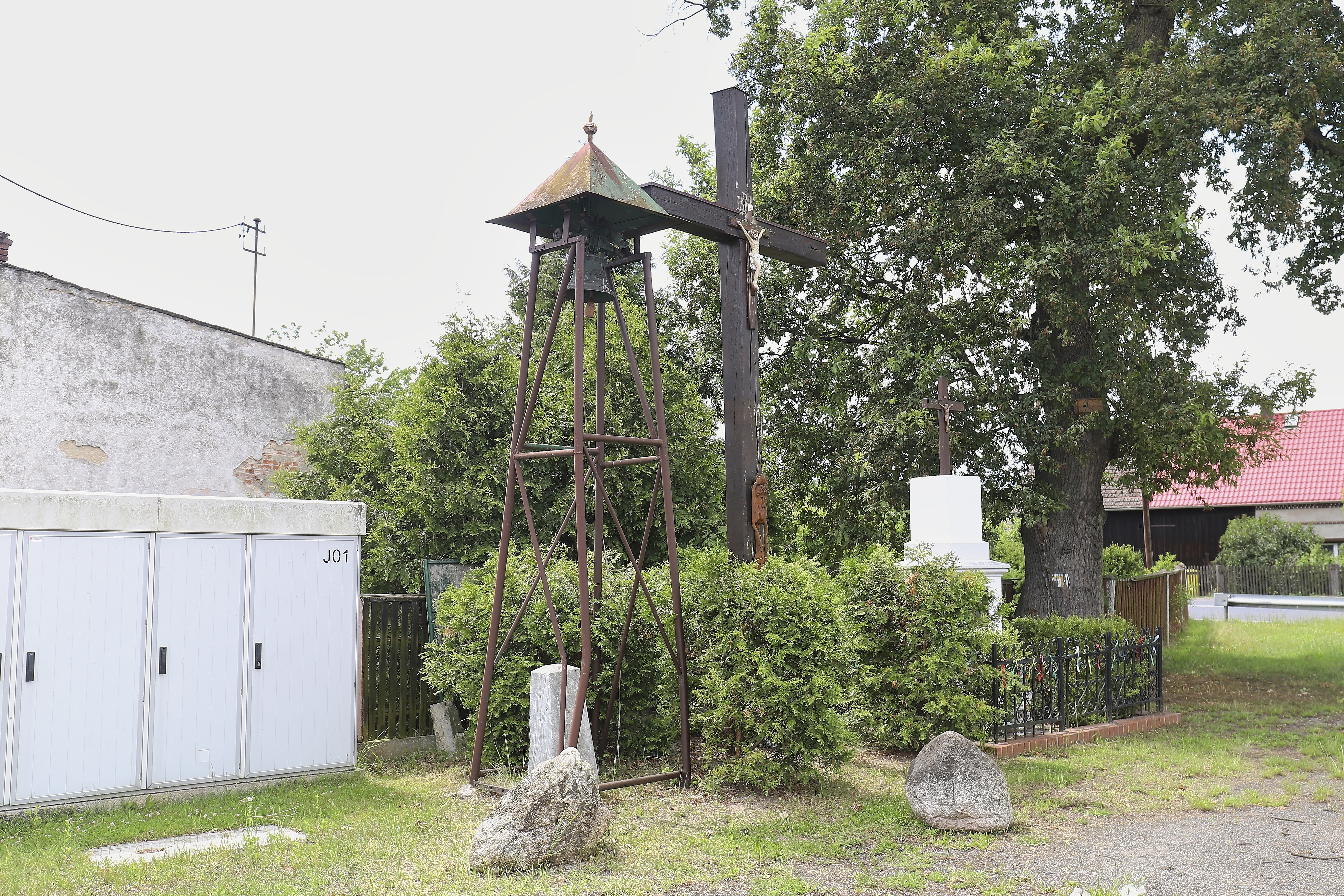
Wegkapelle, Kreuz und Glockenturm

- Steinerne Wegekapelle
- Hölzernes Wegekreuz
- Glockenturm aus Stahl

## Vereine
- Freiwillige Feuerwehr OSP Rogalice